# Danza del Sol

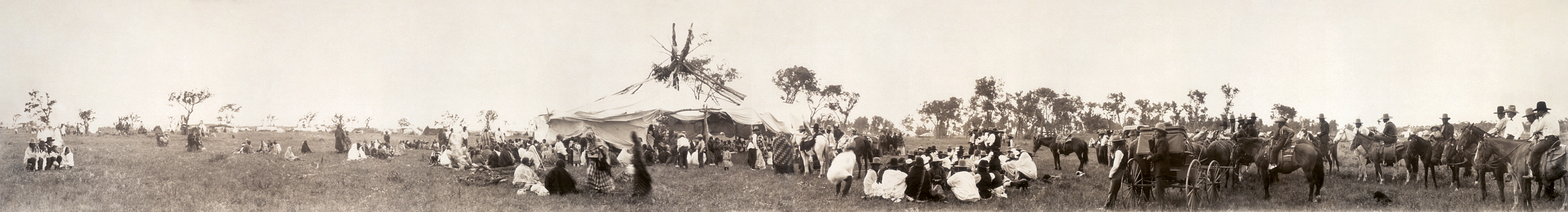
Danza del sol cheyenne.

La danza del Sol es una ceremonia espiritual practicada desde hace siglos por algunos pueblos nativos de los Estados Unidos y Canadá. Cada tribu tiene su propia forma de realizar el ritual, aunque la mayoría de ellas tienen elementos en común tales como ciertas danzas,  cantos o rezos. También es común tocar tambores y realizar ayuno.
En algunos casos el ritual incluye una perforación cutánea que consiste en introducir en el pecho, los brazos o la espalda un hueso o vara de madera afilado produciendo un desgarro causado por la suspensión del cuerpo y la danza que dura hasta que se da el desgarramiento. En muchas de las danzas del Sol que se realizan a lo largo del continente americano se considera irrespetuoso tomar fotos, para favorecer la privacidad de los participantes. La bailan ambos sexos, hombres y mujeres.
Los primeros occidentales que conocieron esta ceremonia se sorprendieron sobre todo por la práctica de la perforación cutánea que consideraban una brutalidad. La explicación más común a esto, desde el punto de vista de los danzantes, es que se trata de una ofrenda de carne, entregada como parte de un rezo para pedir por la familia o la comunidad. Los ancianos indígenas explican cómo, para la mente occidental, es difícil comprender un acto como la ofrenda de carne. Según ellos, no supone ningún sufrimiento para quien lo realiza, sino que se trata de un acto generoso de entrega y comunión con Dios y lo sagrado.
El gobierno de Canadá prohibió algunas de las prácticas de la danza del Sol durante el siglo XVII, y los Estados Unidos hicieron lo mismo en 1904. En la actualidad esta ceremonia sagrada es de nuevo completamente legal (desde la presidencia de Jimmy Carter en los Estados Unidos). 
El diseño de la ceremonia ha sido conservado por los chamanes fiel al original durante siglos, si bien hoy en día es una ceremonia espiritual abierta, en la que participan tanto indígenas como no indígenas. Es habitual también que haya danzantes de diversas nacionalidades, continentes y razas, como reflejo de la expansión que desde los años 1990 está teniendo la cultura espiritual de los nativos americanos en todo el mundo, muy similar a la que se produjo dos décadas antes con el budismo desde Asia hacia occidente.

## Documentos sobre la Danza del Sol
- Native Spirit and the Sun Dance Way, World Wisdom 2007. Thomas Yellowtail, un importante hombre medicina y líder de la Danza del Sol durante más de treinta años, describe esta ceremonia ancestral, sagrada para la Tribu del Cuervo.
- Mi vida es mi danza del sol, Leonard Peltier (Txalaparta). ISBN 84-8136-242-5

- Datos: Q263937
- Multimedia: Sun Dance / Q263937